# شناسوند
شناسوند، روستایی از توابع بخش مرکزی شهرستان تاکستان در استان قزوین ایران است.

## جمعیت
این روستا در دهستان قاقازان غربی قرار دارد و براساس سرشماری مرکز آمار ایران در سال ۱۳۸۵، جمعیت آن ۱۳۲ نفر (۲۷خانوار) بوده‌است.